# ابراهیم افشارپور
ابراهیم افشارپور (زاده ۱۶ مهر ۱۳۰۹) بوکسور اهل ایران بوده است.
وی در بازی‌های المپیک تابستانی ۱۹۵۲ در وزن ۶۳.۵-۶۷ کیلوگرم (Welterweight) شرکت کرده است، افشارپور در مرحله اول با شکست در مقابل تری میلیگان ایرلندی از مسابقات حذف شد و رده ۱۷ رده‌بندی کلی قرار گرفت.